# Benešov nad Černou
Benešov nad Černou là một làng thuộc huyện Český Krumlov, vùng Jihočeský, Cộng hòa Séc.